# Otupoto Falls
Die Otupoto Falls sind ein Wasserfall bislang nicht ermittelter Fallhöhe am Westufer des Lake Taupō auf der Nordinsel Neuseelands. Im Gebiet der Ortschaft Tihoi bildet er die Mündung des Otupoto Stream in den See. Die Tieke Falls im Lauf des Waihaha River liegen südwestlich von ihm.